# 숙의 나씨 (인조)
숙의 나씨(淑儀 羅氏)는 조선 인조의 후궁이다.

## 생애
숙의 나씨의 생애에 대해 전하는 상세한 기록은 전혀 없다. 다만 전주이씨대관 등에 인조의 후궁으로 기재되어 있으며, 서삼릉 경내 귀인, 숙의 묘역에 무덤이 있다.

## 사후
1776년(정조 1년) 숙의 나씨 등의 묘에 단지 묘제(墓祭)만 남겨 두고 묘주(廟主)는 본묘(本墓)에 묻어 두게 하여 내수사(內需司)로 하여금 해궁(該宮)에 명령을 내어 알도록 하였다.
또, 1798년(정조 22년)에 숙의 나씨의 묘가 서산에 있다고 기록되어 있는 것으로 보아, 국권 침탈 후 일제가 각지에 흩어져 있던 왕족의 묘를 서삼릉 경내로 이장할 때 숙의 나씨의 묘도 함께 옮긴 것으로 보인다.